# Guðmundur Guðmundsson (handball)
Pour les articles homonymes, voir Guðmundsson.
Guðmundur Þórður Guðmundsson, né le 23 décembre 1960 à Reykjavik, est un ancien joueur de handball islandais devenu entraîneur. Il est actuellement le sélectionneur de l'équipe nationale d'Islande depuis 2018 et entraineur du club allemand du MT Melsungen depuis février 2020.

## Biographie

### Parcours de joueur
Guðmundur Guðmundsson a évolué majoritairement au Vikingur Reykjavik : y débutant à 7 ans, il y remporte six championnats d'Islande et autant de coupes d'Islande puis devient entraîneur-joueur du club entre 1989 et 1992. Parallèlement, il est sélectionné à 230 reprises et marque 356 buts en équipe nationale d'Islande, participant notamment aux Jeux olympiques en 1984 et 1988,

### Parcours d'entraîneur
En 1992, il rejoint le Afturelding Mosfellsbær toujours en tant qu'entraîneur-joueur puis en 1995 le Fram Reykjavik en tant qu'entraîneur uniquement.
En 1999, il connait sa première expérience à l’étranger au TSV Bayer Dormagen où il reste jusqu’en 2001, année où il prend pour la première la tête de l’équipe nationale d'Islande. Entre 2005 et 2007, il retrouve le Fram Reykjavik avec lequel il remporte deux titres de champion d'Islande.
En février 2008, il prend la succession d’Alfreð Gíslason à la tête de l'équipe nationale d'Islande. Si les débuts sont difficiles puisqu’en juin 2008 il ne parvient pas à obtenir la qualification pour le Championnat du monde 2009, il a ensuite mené sa sélection à, actuellement, ses deux seules médailles dans une compétition majeure, à savoir la médaille d'argent aux Jeux olympiques 2008 puis la médaille de bronze lors du Championnat d'Europe de 2010.
Tout en étant sélectionneur jusqu’en 2012, il devient entraîneur du club danois du GO Gudme Svendborg TGI de juillet à décembre 2009 puis du club allemand des Rhein-Neckar Löwen entre 2010 et 2014, atteignant la demi-finale de la Ligue des champions en 2011, remportant la Coupe de l'EHF en 2013 et étant vice-champion d'Allemagne en 2014.
En 2014, il est nommé à la tête de l'équipe nationale du Danemark. Si les premiers résultats sont moins bons que les années précédentes avec seulement une 5e place au Championnat du monde 2015 puis une 6e place au Championnat d'Europe 2016, Guðmundsson et les Danois décrochent la timbale avec le titre olympique remporté aux JO de 2016 à Rio de Janeiro. Après une élimination en huitièmes de finale au Championnat du monde 2017, malgré un bilan positif de 46 victoires en 61 matchs, il quitte la sélection en mars 2017. Un mois plus tard, il devient le sélectionneur du équipe nationale de Bahreïn.

## Palmarès
Le palmarès de Guðmundur Guðmundsson est :

### Palmarès de joueur
En clubs
- Vainqueur du Championnat d'Islande (6) : 1980, 1981 , 1982, 1983, 1986, 1987
- Vainqueur de la Coupe d'Islande (6) : 1979, 1983, 1984 , 1985, 1986, 1987

En équipe nationale
- 6e place aux Jeux olympiques de 1984 de Los Angeles[3],  États-Unis
- 6e place au Championnat du monde 1986,  Suisse
- 8e place aux Jeux olympiques de 1988 de Séoul[3],  Corée du Sud
- Vainqueur du Championnat du monde B 1989
- 10e place au Championnat du monde 1990,  Tchécoslovaquie

### Palmarès d'entraineur
En clubs
- Vainqueur du Championnat d'Islande (2) : 2006, 2007
- Demi-finaliste de la Ligue des champions en 2011
- Vainqueur de la Coupe de l'EHF (1) : 2013
- 2e place du Championnat d'Allemagne en 2014 (3e en 2013)

En équipes nationales
- Équipe nationale d'Islande
  -  Médaille d'argent aux Jeux olympiques de 2008 de Pékin
  -  Médaille de bronze au Championnat d'Europe 2010
  - 6e place au Championnat du monde 2011
  - 10e place au Championnat d'Europe 2012
  - 5e place aux Jeux olympiques de 2012 de Londres
  - 11e place au Championnat du monde 2019
  - 11e place au Championnat d'Europe 2020
  - 20e place au Championnat du monde 2021

- Équipe nationale du Danemark
  - 5e place au Championnat du monde 2015
  - 6e place au Championnat d'Europe 2016
  -  Médaille d'or aux Jeux olympiques de 2016 de Rio de Janeiro
  - 10e place au Championnat du monde 2017

- Équipe nationale de Bahreïn
  -  Médaille d'argent au Championnat d'Asie 2018